# ピート・ラフォレスト
ピエール・リュック・ラフォレスト（Pierre Luc LaForest , 1978年1月27日 - ）は、カナダ連邦ケベック州ハル（現・ガティノー）出身の元プロ野球選手（捕手）。

## 経歴
1995年のMLBドラフト16巡目でモントリオール・エクスポズに指名され契約するが、ルーキーリーグで2試合に出場したのみに終わり、シーズン終了を待たずして退団。1996年の所属先はなく、1997年にタンパベイ・デビルレイズと契約。長いマイナーリーグ生活を経て、2003年9月2日の対シアトル・マリナーズ戦で9番・指名打者としてMLBデビューを果たし、6打数2安打1打点をマークする。
2005年オフにウェーバーにかけられ、2006年はサンディエゴ・パドレスと契約。開幕前の3月に開催された第1回WBCのカナダ代表に選出されている。パドレスでは2007年にMLBに昇格したが、シーズン途中にウェーバーにかけられ、フィラデルフィア・フィリーズに移籍した。2008年4月18日にフィリーズを解雇され、同年以降のMLBでの出場はない。同年10月29日・30日にNPBの埼玉西武ライオンズの入団テストを受けたが、不合格に終わっている。
2009年は独立リーグのカナディアン・アメリカン・リーグに加盟するケベック・キャピタルズおよびメキシカンリーグでプレー。2010年は台湾プロ野球の興農ブルズの入団テストを受験するも入団には至らず、独立リーグのアトランティックリーグに加盟するサマセット・パトリオッツでプレーしていたが、シーズン途中でケベック・キャピタルズに復帰した。

## プレースタイル
2007年に3Aで29本塁打を放つなどパワーを生かした強打が持ち味。対して守備力は低く、打撃を生かして一塁手や三塁手として出場することも少なくない。

## 詳細情報

### 年度別打撃成績
| 年 度    | 球 団    | 試 合 | 打 席 | 打 数 | 得 点 | 安 打 | 二 塁 打 | 三 塁 打 | 本 塁 打 | 塁 打 | 打 点 | 盗 塁 | 盗 塁 死 | 犠 打 | 犠 飛 | 四 球 | 敬 遠 | 死 球 | 三 振 | 併 殺 打 | 打 率 | 出 塁 率 | 長 打 率 | O P S |
| -------- | -------- | ----- | ----- | ----- | ----- | ----- | -------- | -------- | -------- | ----- | ----- | ----- | -------- | ----- | ----- | ----- | ----- | ----- | ----- | -------- | ----- | -------- | -------- | ----- |
| 2003     | TB       | 19    | 51    | 48    | 0     | 8     | 2        | 0        | 0        | 10    | 6     | 0     | 0        | 0     | 1     | 1     | 0     | 1     | 14    | 1        | .167  | .196     | .208     | .404  |
| 2005     | TB       | 25    | 70    | 64    | 5     | 11    | 3        | 0        | 1        | 17    | 4     | 0     | 1        | 0     | 0     | 6     | 1     | 0     | 23    | 2        | .172  | .243     | .266     | .508  |
| 2007     | SD       | 10    | 30    | 25    | 7     | 9     | 1        | 0        | 1        | 13    | 3     | 0     | 0        | 0     | 0     | 5     | 1     | 0     | 8     | 0        | .360  | .467     | .520     | .987  |
| 2007     | PHI      | 14    | 13    | 11    | 2     | 1     | 0        | 0        | 0        | 1     | 1     | 0     | 0        | 0     | 0     | 2     | 0     | 0     | 4     | 1        | .091  | .231     | .091     | .322  |
| '07計    | PHI      | 24    | 43    | 36    | 9     | 10    | 1        | 0        | 1        | 14    | 4     | 0     | 0        | 0     | 0     | 7     | 1     | 0     | 12    | 1        | .278  | .395     | .389     | .784  |
| MLB：3年 | MLB：3年 | 68    | 164   | 148   | 14    | 29    | 6        | 0        | 2        | 41    | 14    | 0     | 1        | 0     | 1     | 14    | 2     | 1     | 49    | 4        | .196  | .268     | .277     | .545  |

### 背番号
- 39 （2003年、2005年）
- 4 （2007年）

### 代表歴
- アテネオリンピック野球カナダ代表
- 2006 ワールド・ベースボール・クラシック・カナダ代表